# Union des travailleurs agricoles de Corée
L’Union des travailleurs agricoles de Corée (UTAC), fondée le 31 janvier 1946, est une organisation sociale nord-coréenne regroupant les paysans. 
Selon le site officiel nord-coréen "Naenara", l'UTAC "veille à l'éducation idéologique pour imprégner ses membres des idées du juche et mener à bonne fin les révolutions idéologique, technique et culturelle dans les campagnes selon la voie indiquée dans les Thèses sur la question rurale socialiste dans notre pays" (source : ). 